# Gerd Müller (Fußballspieler, 1954)
Gerd Müller (* 28. März 1954) ist ein ehemaliger deutscher Fußballspieler. Der Stürmer hat in der 2. Fußball-Bundesliga von 1974 bis 1980 insgesamt 120 Spiele absolviert und dabei acht Tore erzielt.

## Laufbahn
Müller begann seine Profikarriere 1974 beim FC Homburg, für den er in den folgenden zwei Jahren 25 Einsätze in der 2. Bundesliga Süd absolvierte. Er war 1974 gemeinsam mit Abwehrspieler Albert Müller von den eigenen Amateuren in den Lizenzkader übernommen worden. Am vierten Spieltag, dem 25. August 1974, debütierte er bei der 2:4-Auswärtsniederlage beim FK Pirmasens in der 2. Liga. Er wurde in der zweiten Halbzeit von Trainer Herbert Wenz für Gerhard Pankotsch eingewechselt. Gegen die starken Offensivkräfte Manfred Lenz, Harald Diener und Otmar Ludwig konnte er sich auch nicht unter dem Wenz-Nachfolger Uwe Klimaschefski behaupten.
Nach zwei Runden 2. Bundesliga mit Homburg zog es den Studenten in die Universitätsstadt Göttingen. Er schloss sich zur Saison 1976/77 dem 1. SC Göttingen 05 an. Vor dem Start in die dritte Zweitligasaison 1976/77 nahmen mit Walter Plaggemeyer, Dieter Hochheimer, Jürgen Krawczyk und dem Neuzugang aus Homburg, vier 05er-Spieler mit der Studentennationalmannschaft vom 1. bis zum 15. August 1976 an der Weltmeisterschaft in Uruguay teil. Trainer Reinhard Roder war aus Gründen des grundlegenden Formaufbaus durch die Vorbereitungsperiode zwar gegen die Teilnahme von vier Spielern aus Göttingen, der verantwortliche DFB-Trainer Herbert Widmayer konnte das 05er-Präsidium aber zum Flug nach Südamerika überreden. Mit Torhüter Jürgen Muche, Bernd Brexendorf, Uli Bruder und Ewald Lienen nahmen auch noch weitere Spieler aus der 2. Bundesliga an der Reise teil. Müller erzielte in 33 Spielen in der 2. Bundesliga Nord für den SC Göttingen 05 zwei Treffer. Als 17. stieg Göttingen aber in das Amateurlager ab. Jetzt führte sein sportlicher Weg zu Kickers Offenbach, wo er 1977/78 bei 34 Einsätzen in der Süd-Staffel der 2. Bundesliga drei Mal als Torschütze erfolgreich war. Der OFC belegte den fünften Rang und Müller hatte an der Seite von Mitspielern wie Bernd Helmschrot, Ulrich Pechtold, Kurt Geinzer, Hermann Bitz und dem weiteren Göttinger-Neuzugang Plaggemeyer, unter Trainer Udo Klug eine beachtliche Runde gespielt.
Von 1978 bis 1980 absolvierte Müller für den 1. FC Saarbrücken in der 2. Bundesliga Süd insgesamt 26 Ligaeinsätze, in denen er drei Treffer erzielte.